# Mikrofon

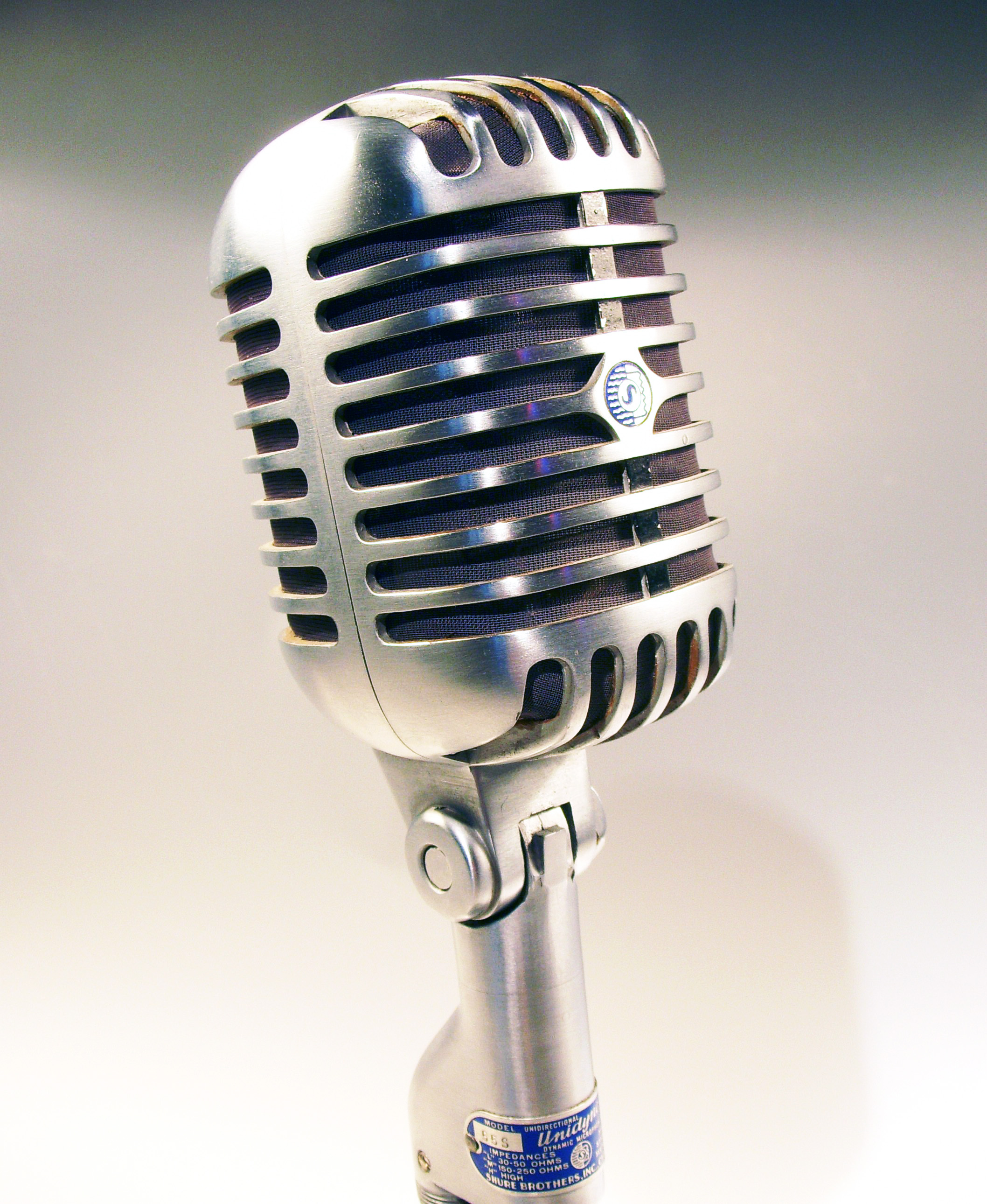
Mikrofon dynamiczny marki Shure, model 55S z 1951 roku

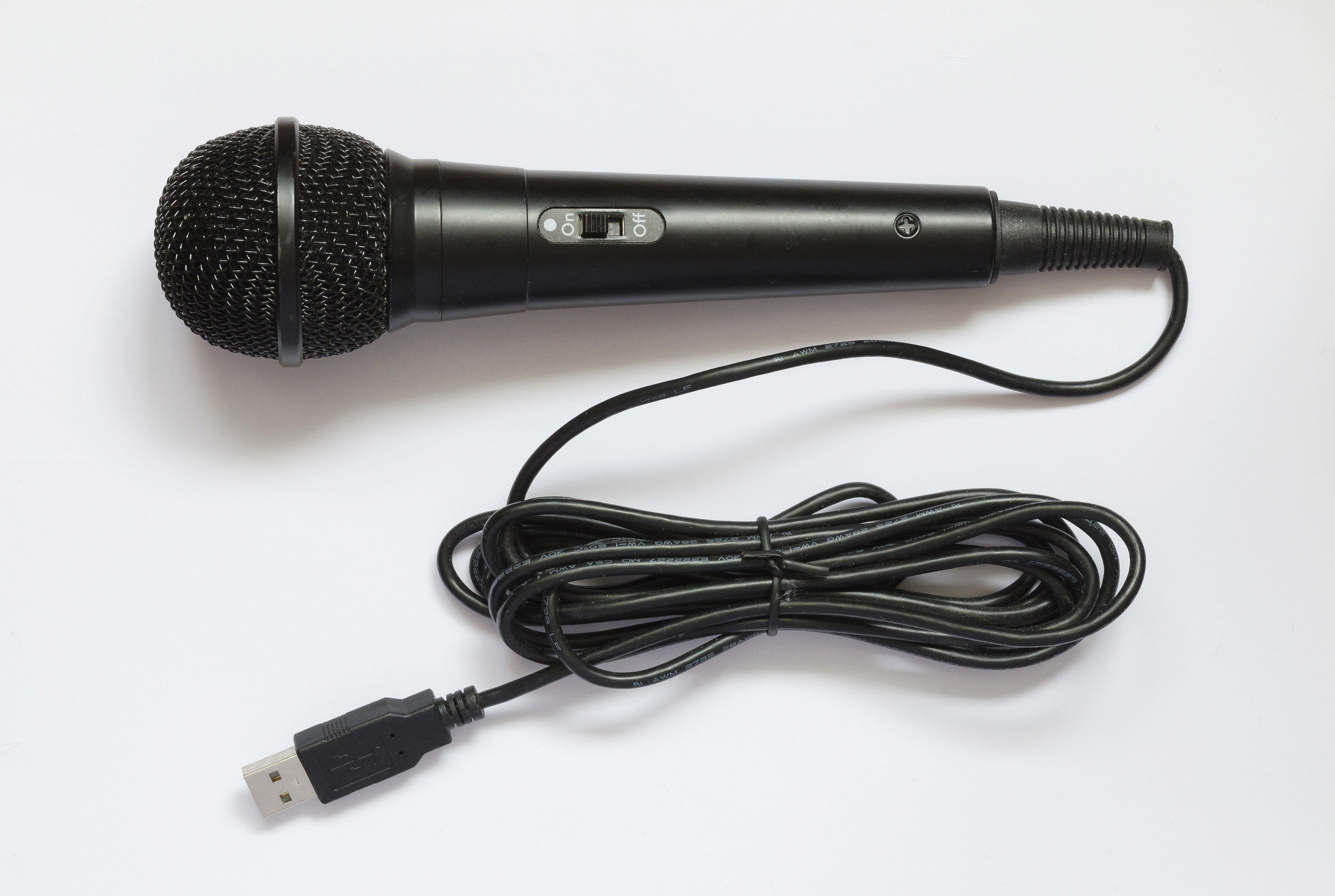
Mikrofon podłączany do portu USB

Mikrofon – przetwornik elektroakustyczny służący do przetwarzania fal dźwiękowych na przemienny prąd elektryczny.
Słowo mikrofon po raz pierwszy pojawiło się w słownikach pod koniec XVII wieku, oznaczając „instrument zwiększający głośność dźwięku”, czyli trąbkę przystawianą do ucha. Pierwszy mikrofon został skonstruowany w 1827 roku przez Charlesa Wheatstone’a. Jednak pierwsze mikrofony, tak zwane kwasowe, które pojawiły się w latach 70. XIX wieku za sprawą Graya i Bella, wykorzystano w początkach telefonii.

## Rodzaje mikrofonów
Ze względu na zastosowany typ przetwornika elektroakustycznego, mikrofony dzielą  się na:

### Mikrofon kwasowy
W latach 70. XIX wieku za sprawą Graya i Bella pojawiły się pierwsze mikrofony kwasowe, w których połączona z membraną iglica porusza się w rozcieńczonym kwasie. Wykorzystano je wówczas w raczkującej telefonii.

### Mikrofon stykowy (węglowy)

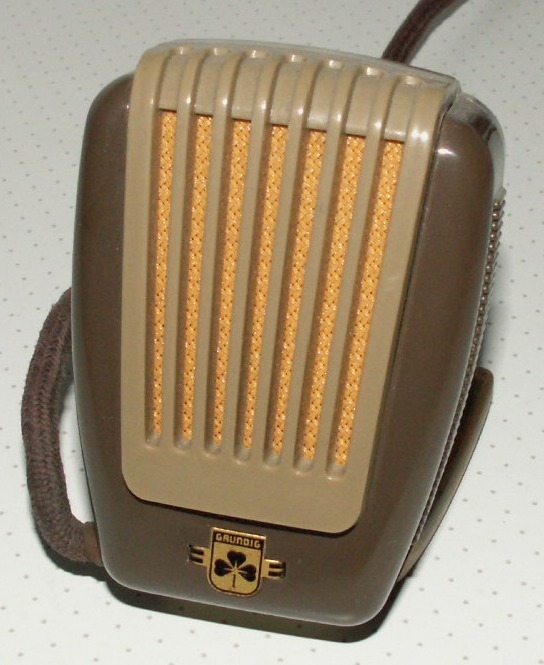
Mikrofon węglowy marki Grundig

Mikrofony węglowe zostały opracowane przez Thomasa Alvę Edisona jako rozwinięcie mikrofonu kwasowego, w którym kwas zastąpiono granulkami węgla, zmieniającymi swą rezystancję pod wpływem ciśnienia wywieranego przez membranę na granulat. Stosowano je przeważnie w telefonach.
Zakres przetwarzania jest wąski, węższy niż widmo mowy ludzkiej, a zniekształcenia w porównaniu do innych typów mikrofonów są duże. Jednak konstrukcja mikrofonów jest prosta, więc są one prawie bezawaryjne, posiadają one także dużą skuteczność oraz są trwałe i tanie.
Przepływ prądu moduluje się poprzez zmianę rezystancji elektrycznej spowodowanej poruszaniem się części mechanicznych mikrofonu. Mikrofony są podłużne, w których komorę tworzy płaska nieruchoma elektroda węglowa, odizolowana od ścianki pudełka, pierścień filcowy oraz membrana węglowa oparta na krawędzi pudełka i dociśnięta do niego przykrywka z otworami. Pierścień filcowy tłumi drgania własne membrany. Prąd elektryczny doprowadzany jest do wkładki za pośrednictwem sprężyn stykowych w mikrofonie i płynie przez pudełko, membranę i proszek do elektrody nieruchomej. Zmiany rezystancji wkładki są proporcjonalne do zmiany zgniotu proszku, czyli do wychylania się membrany.

### Mikrofon piezoelektryczny
Pod względem elektrycznym mikrofony piezoelektryczne są kondensatorami. Przetwarzają one sygnał akustyczny w sygnał napięciowy. Są wrażliwe na wilgoć i zmiany temperatury, gdyż zbyt wysoka temperatura powoduje trwałe zmiany w ich działaniu. Wykazują one także dużą impedancję wewnętrzną o charakterze pojemnościowym, co utrudnia łączenie ich długimi przewodami. Szeroko natomiast stosowane są jako mikrofony, a ściślej – przetworniki, w instrumentach akustycznych. Szczególnie wiernie odtwarzają wysokie tony i są także stosowane jako czujniki ultradźwięków.

### Mikrofon dynamiczny (magnetoelektryczny)

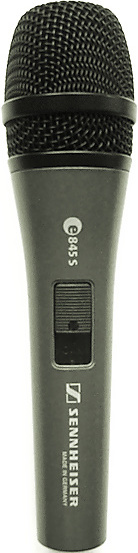
Mikrofon dynamiczny marki Sennheiser

Drgania powietrza wytwarzane przez fale dźwiękowe poruszają cienką elastyczną membranę i połączoną z nią cewkę umieszczoną w silnym polu magnetycznym wytwarzanym przez magnes. W wyniku tego generowane jest napięcie na zaciskach cewki – siła elektrodynamiczna, czyli drgania umieszczonej pomiędzy biegunami magnesu cewki, wzbudzają w niej prąd elektryczny o częstotliwości odpowiadającej częstości drgań fal dźwiękowych.
Podstawową zaletą tej konstrukcji jest prostota i brak konieczności zewnętrznego zasilania. Aby uzyskać wyższe napięcie na wyjściu mikrofonu, należy zastosować cewkę o większej ilości zwojów, która z kolei jest cięższa i ma większą rezystancję, a zatem i większą bezwładność i szumy termiczne, co w konsekwencji utrudni mikrofonowi przetwarzanie wyższych częstotliwości i szybkich impulsów.
Przykładem mikrofonu magnetoelektrycznego jest monofoniczny MDU VII, produkowany w latach 60. i 70. przez firmę Tonsil.
W. C. Wenete oraz A. C. Thuras z firmy Bell Labs opatentowali w 1931 roku mikrofon dynamiczny. Wewnątrz mikrofonu magnetoelektrycznego, pomiędzy biegunami magnesu stałego, znajduje się cewka przymocowana do membrany. W mikrofonach cewkowych fale dźwiękowe, wprawiając membranę w drgania, powodują poruszanie się cewki w polu magnesu i indukują w niej prąd. W mikrofonach wstęgowych membrana jest jednocześnie przewodnikiem, w którym indukuje się prąd.
- Mikrofon cewkowy – głównymi elementami cewkowych mikrofonów są nabiegunnik będący źródłem stałego pola magnetycznego oraz membrana uformowana do postaci kulistej czaszy (często specjalnie pofałdowanej, aby zwiększyć obszar podatności), do której z kolei przymocowana jest cewka nawinięta metodą bezszkieletową. Ruch membrany pod wpływem fali mechanicznej powoduje ruch cewki w polu magnetycznym nabiegunnika, co powoduje powstanie w obszarze cewki sił elektromotorycznych, które z kolei powodują przepływ prądu.

Mikrofony te cechuje dobra kierunkowość i skuteczność, uwydatnianie mniejszych częstotliwości akustycznych i rezystancja w granicach kilkuset Ω.
- Mikrofon wstęgowy – odbiornik energii akustycznej stanowi tutaj cienka wstęga aluminiowa, zawieszona między nabiegunnikami magnesu. Tylko jedna strona wstęgi jest otwarta i wystawiona na działanie fal akustycznych. Druga strona jest osłonięta szczelną obudową, zakończoną długą rurką, zwinięta spiralnie w pudle stanowiącym podstawę mikrofonu. Wstęga mikrofonu wykonana jest z paska blachy aluminiowej, pofałdowanego na całej długości, w celu nadania większej giętkości w kierunku ruchu i sztywnienia w kierunku poprzecznym dla zabezpieczenia przed skręcaniem. Ze względu na dużą wrażliwość wstęga jest podatna na wszelkie ruchy powietrza i przy silniejszym podmuchu może ulec trwałemu odkształceniu, a nawet zerwaniu. Dla ochrony przed tym mikrofony osłania się drucianą siatką.

### Mikrofon pojemnościowy (elektrostatyczny)

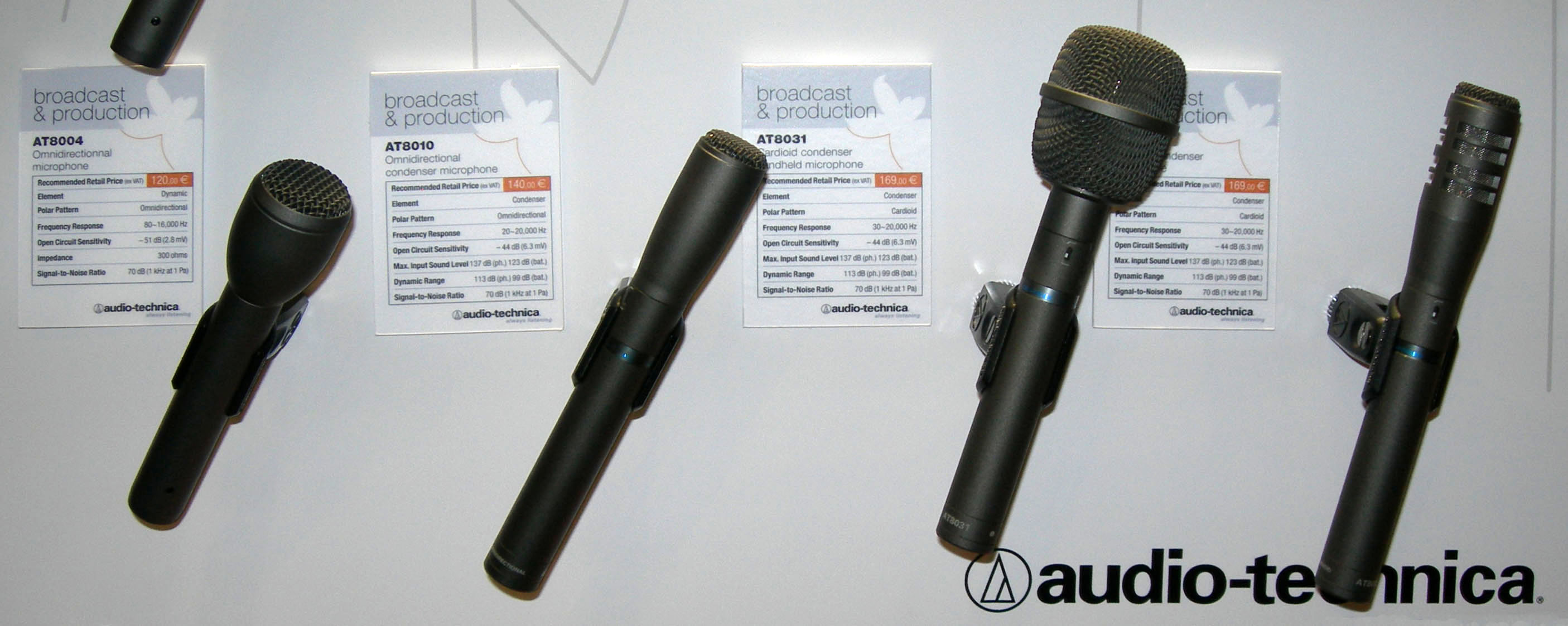
Mikrofony pojemnościowe do zastosowań transmisyjnych marki Audio Technica

Mikrofon pojemnościowy składa się z dwóch elektrod podłączonych do źródła napięcia stałego. Jedna z elektrod jest nieruchoma, natomiast drugą stanowi membrana wystawiona na działanie fal dźwiękowych, które wprawiają ją w drgania. Elektrody mikrofonu pełnią rolę okładek kondensatora, więc zmiana odległości pomiędzy elektrodami powoduje zmianę pojemności takiego kondensatora, co z kolei powoduje powstanie składowej zmiennej w stałym napięciu zasilającym kondensator. Jej częstotliwość jest równa częstotliwości padającej fali dźwiękowej. Aby uzyskać duży sygnał wyjściowy, membrana mikrofonu musi być na dość wysokim potencjale względem elektrody nieruchomej. Zwykle jest to napięcie 48V, doprowadzone z zewnątrz ekranowanym kablem zasilającym, który jest jednocześnie kablem sygnałowym (tzw. zasilanie Phantom).
Charakterystyczną cechą mikrofonów pojemnościowych jest mała masa (a więc i bezwładność) układu drgającego, w formie membrany wykonanej z cienkiej folii. Pozwala to na skonstruowanie mikrofonów wiernie przetwarzających przebiegi impulsowe i przenoszących równomiernie szerokie pasmo częstotliwości.
Wykorzystuje się je głównie w celach profesjonalnych.

#### Mikrofon pojemnościowy elektretowy
Mikrofon elektretowy jest odmianą mikrofonu pojemnościowego, którego membrana albo nieruchoma okładzina wykonana jest z elektretu – dielektryka o trwałej polaryzacji elektrycznej, przez co zbędne jest zasilanie phantom, choć czasem jest używane, ale nie służy wówczas do polaryzacji dielektryka, lecz do zasilania wbudowanego przedwzmacniacza.

#### Mikrofon pojemnościowy wielkiej częstotliwości (w.cz.)
Tego typu mikrofony zawierają generator wysokiej częstotliwości oraz układ symetrycznego modulatora i demodulatora. Zmiana pojemności między elektrodami mikrofonu powoduje modulowanie amplitudy przebiegów w.cz., z których po demodulacji otrzymuje się przebieg małej częstotliwości (m.cz.), odpowiadający zmianom ciśnienia akustycznego na membranie. Dzięki zastosowaniu symetrycznych układów mostkowych i wysokiej częstotliwości prądu modulowanego mikrofony te mają dobre parametry i niskie szumy własne.

### Mikrofon laserowy
Wiązka lasera, odbijając się od drgającej powierzchni, pada na element światłoczuły odbiornika. Wartość sygnału jest zależna od miejsca padania wiązki odbitej na elemencie światłoczułym. Dzięki wysokiej spójności wiązki lasera membrana może znajdować się w znacznej odległości od nadajnika i odbiornika wiązki laserowej. Drgającą powierzchnią może być na przykład szyba w oknie – stąd możliwe są zastosowania tego typu mikrofonu przez służby specjalne.

### Mikrofon światłowodowy
Wiązka światła przesyłana przez pierwszy światłowód po odbiciu od środka membrany pada na początek drugiego światłowodu.
Drgania membrany powodują zmiany natężenia światła, które następnie zostają zamienione na sygnał elektryczny.
Ze względu na małą masę membrany, która może być wykonana z cienkiej folii metalowej, charakterystyka częstotliwościowa takiego przetwornika jest podobna jak mikrofonu pojemnościowego.

### System bezprzewodowy mikrofonów różnego typu
Zasadnicza różnica w konstrukcji mikrofonu bezprzewodowego polega jedynie na innym sposobie przesyłania sygnału. W miejsce przewodu zastosowano nadajnik wbudowany w obudowę lub osobną przymocowaną do wykonawcy lub instrumentu oraz odbiornik znajdujący się w pobliżu stołu mikserskiego. Najczęściej stosowanymi nadajnikami pracującymi w systemie modulacji częstotliwościowej FM w pasmach UHF (470–950 MHz) lub VHF (170–240 MHz). Ten sam kanał, na którym pracuje mikrofon, należy wybrać w odbiorniku.
Mikrofony bezprzewodowe umożliwiają swobodne poruszanie się, likwidują plątaninę kabli, pozwalają na szybką instalację nagłośnienia, zapewniają wyższy poziom bezpieczeństwa dzięki izolacji galwanicznej. Urządzenia te są drogie, należy wymieniać baterie, istnieje także możliwość występowania zaników sygnału spowodowanych odbiciami od ścian pomieszczenia. Zdarzają się także sytuacje, że odbiornik odbiera sygnały postronne pochodzące z innych nadajników.
Jakość dźwięku zależy głównie od przetworników mikrofonowych użytych w zestawie. Często producenci dają nam możliwość wyboru główki, która będzie zainstalowana, a w jej nazwie zawarty jest symbol jej przewodowego odpowiednika. Transmisja radiowa wprowadza również pewną degradację sygnału.

## Struktury akustyczne
Pod względem struktury akustycznej mikrofony można podzielić na:
- ciśnieniowe – mają jedną stronę membrany osłoniętą szczelną komorą, dlatego czułe są tylko na zmiany ciśnienia akustycznego bez względu na kierunek, z którego napływa fala akustyczna
- gradientowe – membrana jest otwarta z obu stron, więc są one w zasadzie czułe na dźwięki napływające z kierunków prostopadłych do membrany; są natomiast zupełnie nieczułe na fale dźwiękowe napływające z kierunków leżących w płaszczyźnie membrany
- ciśnieniowo-gradientowe – zmiany ciśnienia akustycznego przedostają się do drugiej strony membrany przez odpowiednie kanały oraz otwory. Mikrofony takie wykazują właściwości kierunkowe – są najbardziej czułe na fale dźwiękowe padające prostopadle na membranę od przodu mikrofonu.
- ciśnieniowo-gradientowo-interferencyjne – mają długi kanał z bocznymi otworami (w kształcie rury przed membraną mikrofonu) tak skonstruowany, że następuje uprzywilejowanie fal dźwiękowych napływających wzdłuż osi głównej mikrofonu. Rozwiązania tego typu stosuje się w mikrofonach studyjnych, reporterskich i kamkorderowych.

## Parametry mikrofonów

Charakterystyki częstotliwościowe mikrofonów wokalowych: pojemnościowego Oktava 319 (u góry) i dynamicznego Shure SM58 (na dole)

Każdy mikrofon ma pewne cechy, od których jest uzależniona techniczna i artystyczna strona nagrania. Są to przede wszystkim:
- impedancja wyjściowa mikrofonu (impedancja wewnętrzna) – impedancja zmierzona przy wyjściu z mikrofonu traktowanego jako źródło prądowe. Wartość impedancji zmienia się w zakresie ok. 20–30% w zależności od częstotliwości. W dokumentacji podaje się najczęściej wartość znamionową modułu impedancji przy pobudzeniu o częstotliwości 1 kHz.
- najmniejsza wartość impedancji obciążenia mikrofonu – określa minimalną impedancję wejścia wzmacniacza, do którego ma być podłączony mikrofon, przy której zachowane są prawidłowe warunki jego pracy. Jeśli impedancja ta nie jest podana w dokumentacji, można przyjąć, że powinna być co najmniej 5-krotnie większa od znamionowej impedancji wyjściowej mikrofonu.
- skuteczność mikrofonu (czułość) – stosunek napięcia na nieobciążonym wyjściu mikrofonu do wartości ciśnienia akustycznego działającego na membranę. Skuteczność mikrofonu mierzy się w polu dalekim i wyraża w mV/Pa. Skuteczność mikrofonów dynamicznych wynosi 1–3 mV/Pa. W przypadku mikrofonów pojemnościowych skuteczność jest wyższa i wynosi 5–50 mV/Pa. Wpływa na poziom szumów.
- charakterystyka częstotliwościowa – diagram zależności czułości mikrofonu (w dB) od częstotliwości (Hz) (zwykle w zakresie 20 Hz – 20 kHz). Czasami zamiast wykresu podaje się tylko pasmo przenoszenia (ang. frequency response), czyli zakres częstotliwości akustycznych skutecznie przetwarzanych przez mikrofon. Zakres ten jest ograniczony spadkiem skuteczności mikrofonu, określonym przez odpowiednią normę lub wymagania techniczne.

W przypadku mikrofonów wokalowych na wykresie można zauważyć kilkudecybelowe wyeksponowanie częstotliwości odpowiedzialnych za czytelność brzmienia (zwykle w zakresie 4–10 kHz), zwane prezencją (ang. presence peak). W przeciwieństwie do efektu zbliżeniowego zjawisko to nie ulega zmianie w zależności od odległości źródła od mikrofonu.
- czułość – parametr przedstawiający zależność między ciśnieniem akustycznym wywieranym na membranie mikrofonu a napięciem wyjściowym (mV/Pa/1kHz =~ 1dB)
- maksymalna wartość ciśnienia akustycznego SPL – maksymalna wartość ciśnienia, jaką może przenieść mikrofon dla podanej wartości zniekształceń
- napięcie szumów mikrofonu – napięcie na wyjściu mikrofonu zmierzone w warunkach zupełnej ciszy. Może być wyrażone w decybelach, zakładając, że jest równoważne napięciu wyjściowemu mikrofonu wytworzonemu sygnałem akustycznym o określonym poziomie ciśnienia, przyjmując poziom 20 μPa = 0 dB. Dla mikrofonów pojemnościowych wartość tego parametru wynosi 14–34 dB.
- odstęp sygnału od szumu (S/N) – określa odstęp użytecznego sygnału fonicznego od szumu. Jest to wyrażona w decybelach różnica między napięciem na wyjściu mikrofonu przy ciśnieniu akustycznym równym 1 Pa (co odpowiada poziomowi ciśnienia 94 dB) a napięciem szumów mikrofonu. Wartość tego parametru w wypadku mikrofonów pojemnościowych wynosi 60–80 dB.
- zakres dynamiczny – parametr określający przedział między wartością minimalną a maksymalną przenoszonego ciśnienia akustycznego.
- wrażliwość mikrofonu na magnetyczne pola zakłócające – stosunek napięcia na wyjściu mikrofonu do zmiennego natężenia pola magnetycznego (mV/mA) bądź stosunek napięcia do zmiennej indukcji magnetycznej (uV/5uT). Typowa wartość dla dobrych mikrofonów dynamicznych wynosi 5uV/5uT przy częstotliwości 50 Hz.
- wrażliwość mikrofonu na elektryczne pola zakłócające – wyrażana w mV/V. Typowa wartość dla dobrego mikrofonu pojemnościowego wynosi 0,4 uV/V.

W poniższej tabelce zgromadzono parametry czterech mikrofonów wyższej klasy:
| Producent, model                         |              | AKG, C414B-ULS                                                  | Sennheiser, MKH40P48U3 | AKG, C567E1               | Sennheiser, MD 441 U   |
| ---------------------------------------- | ------------ | --------------------------------------------------------------- | ---------------------- | ------------------------- | ---------------------- |
| Typ przetwornika                         |              | pojemnościowy                                                   | pojemnościowy w.cz.    | pojemnościowy elektretowy | dynamiczny             |
| Charakterystyka kierunkowości            |              | zmienna: kardioidalna, hyperkardioidalna, dookólna lub ósemkowa | kardioidalna           | dookólna                  | superkardioidalna      |
| Impedancja                               | [Ω]          | 180                                                             | 150                    | 400                       | 200                    |
| Skuteczność                              | [mV/Pa]      | 12                                                              | 25                     | 10                        | >1,8                   |
| Pasmo przenoszenia                       | [Hz]         | 20 – 20 000                                                     | 40 – 20 000            | 20 – 20 000               | 30 – 20 000            |
| Poziom szumów własnych według CCIR 468-2 | [dB]         | 25                                                              | 21                     | 34                        | b.d.                   |
| Poziom szumów własnych ważony, filtr A   | [dB]         | 14                                                              | 12                     | 21                        | b.d.                   |
| Maksymalny poziom dźwięku                | [dB]         | 140                                                             | 134                    | 128                       | b.d.                   |
| Filtr obcięcia niskich częstotliwości    | [12 dB/okt.] | 75 i 150 Hz                                                     | 30 Hz                  | b.d.                      | korektor 5-położeniowy |
| Zalecana impedancja obciążenia           | [Ω]          | >600                                                            | >1000                  | >2000                     | >1000                  |
| Zasilanie phantom                        | [V]          | 9–52 (2mA)                                                      | 44–52 (2mA)            | 9–52 (2mA)                | –                      |
| Dopuszczalna temperatura                 | [°C]         | −10 do +60                                                      | −10 do +70             | −20 do +60                | b.d.                   |
| Masa                                     | [g]          | 310                                                             | 100                    | 9+90                      | 450                    |
| Wtyk                                     |              | XLR-3                                                           | XLR-3                  | XLR-3                     | XLR-3                  |

## Charakterystyka kierunkowości

Zmiana charakterystyki kierunkowości mikrofonu w zależności od częstotliwości

Charakterystyka kierunkowości to wykres w układzie współrzędnych biegunowych przedstawiający skuteczność mikrofonu przy danej częstotliwości i kącie padania dźwięku, unormowany względem maksymalnej skuteczności mikrofonu. Ze względu na kształt charakterystyki kierunkowej, mikrofony dzieli się na: wszechkierunkowe (dookólne, kołowe), dwukierunkowe (ósemkowe) i jednokierunkowe.
|                                    |                               |                               |
| Wszechkierunkowa (Omnidirectional) | Dwukierunkowa (Bidirectional) | Jednokierunkowa (Directional) |

Mikrofony ciśnieniowe mają charakterystykę dookólną.
Mikrofony gradientowe (np. mikrofon wstęgowy) mają charakterystykę ósemkową.
Mikrofony ciśnieniowo-gradientowe i ciśnieniowo-gradientowo-interferencyjne mają charakterystykę jednokierunkową z największą skutecznością dla fal biegnących w kierunku membrany wzdłuż osi mikrofonu.
Pomiędzy charakterystyką wszechkierunkową a ósemkową wyróżnia się cztery pośrednie charakterystyki nerkowe.
|                             |                       |                                 |                                 |
| Subkardioidalna Subcardioid | Kardioidalna Cardioid | Superkardioidalna Supercardioid | Hiperkardioidalna Hypercardioid |

Zdolność do kierunkowego odbierania dźwięku jest wyrażana liczbowo jako tzw. współczynnik kierunkowości. Określa on, ile razy większa moc akustyczna zostałaby odebrana przez mikrofon o charakterystyce dookólnej, o skuteczności takiej samej, jak dany mikrofon kierunkowy. Wartości tego współczynnika są następujące:
- mikrofon o charakterystyce kardiodalnej – 3
- mikrofon o charakterystyce superkardiodalnej – 3,7
- mikrofon o charakterystyce hiperkardiodalnej – 4
- mikrofon o charakterystyce shotgun – 6 (zmieniający się od 4 do 10 w zależności od częstotliwości).

Ponieważ natężenie dźwięku maleje proporcjonalnie do kwadratu odległości, zastosowanie mikrofonu kierunkowego umożliwia zwiększenie odległości od źródła dźwięku o wartość równą pierwiastkowi ze współczynnika kierunkowości zastosowanego mikrofonu (1,7 przy zastosowaniu mikrofonu o charakterystyce kardiodalnej oraz w przybliżeniu 2 przy mikrofonach o charakterystyce super- i hiperkardiodalnej). Ważną cechą mikrofonów kierunkowych jest również to, że wykazują one minimum czułości w odniesieniu do dźwięków napływających z określonych kierunków (180° w przypadku mikrofonów o charakterystyce kardioidalnej i 120° o charakterystyce superkardioidalnej). Ułatwia to posługiwanie się mikrofonami na estradzie.
Charakterystyka kierunkowości mikrofonu zmienia się mniej lub bardziej wraz ze zmianą częstotliwości odbieranego dźwięku. Zmiany te są największe na krańcach zakresu częstotliwości przenoszonych przez dany mikrofon.
Membrana mikrofonu ma określoną średnicę (15–25 mm w wypadku studyjnych mikrofonów pojemnościowych). Fale o częstotliwościach większych od 5000 Hz (czyli o małej długości), padając prostopadle na membranę, odbijają się od niej, co powoduje zwiększenie wartości ciśnienia akustycznego. Zwiększa się skuteczność mikrofonu w odniesieniu do fal padających prostopadle i mających długość współmierną z wymiarami membrany. Zjawisko to słabnie w miarę zmniejszania kąta padania fali na membranę mikrofonu.
W mikrofonach ciśnieniowo-gradientowych (o charakterystykach kardiodalnej, superkardiodalnej i hiperkardiodalnej) występuje tzw. efekt zbliżeniowy (ang. proximity effect), czyli zjawisko silnego uwydatnienia niskich tonów w wypadku zbliżenia źródła dźwięku do mikrofonu. Jest to spowodowane tym, że gradient ciśnienia fali kulistej ma większą wartość niż gradient ciśnienia fali płaskiej. Wokalista zbliżający mikrofon do ust jest źródłem „punktowym” fali kulistej w zakresie tonów niskich, a źródłem fal zbliżonych do płaskich w zakresie tonów średnich i wysokich. Zjawisko to daje znaczne uwypuklenie tonów niskich o około 10 dB przy częstotliwości 100 Hz oraz 5–6 dB przy częstotliwości 200 Hz i zmianie odległości źródła z 100 do 5 cm. Wiele typów mikrofonów estradowych ma wbudowany korektor tego efektu, włączany przełącznikiem znajdującym się na obudowie mikrofonu.
Na estradzie i w praktyce amatorskiej są stosowane najczęściej mikrofony o charakterystyce kardiodalnej i superkardiodalnej. W technice studyjnej są stosowane również mikrofony o charakterystyce kulistej, które odbierają lepiej dźwięki odbite i rozproszone, co ma duże znaczenie dla właściwego odtworzenia atmosfery akustycznej pomieszczenia. W studiach telewizyjnych są często stosowane mikrofony o wybitnych właściwościach kierunkowych.

## Złącza
Złączami, które stosuje się mikrofonach, są:
- męskie złącze XLR-3 w mikrofonach profesjonalnych
- wtyk Jack o średnicy 6,3 mm w mikrofonach konsumenckich; spotykane są także wtyki symetryczne (połączenia symetryczne), a w mikrofonach tańszych monofoniczne (połączenia niesymetryczne)
- wtyk Jack mono o średnicy 3,5 mm w tanich mikrofonach bądź mikrofonach komputerowych

W niektórych mikrofonach przeznaczonych do urządzeń przenośnych używane są inne złącza, takie jak XLR-5 lub mini-XLR. Mikrofony wpinane w klapę marynarki mają złącza dostosowane do miniaturowych nadajników bezprzewodowych. W 2005 roku pojawiły się profesjonalne mikrofony wyposażone w interfejs USB przeznaczone do rejestracji dźwięku przez komputer bez udziału karty dźwiękowej.

### Interfejs cyfrowy
Standard AES42, określający cyfrowy sposób transmisji sygnałów fonicznych przeznaczony dla mikrofonów, został opublikowany przez towarzystwo naukowe Audio Engineering Society. Jest rozwinięciem interfejsu cyfrowego AES/EBU (oznaczanego oficjalnie jako AES3), rozbudowanego o opcję zasilania i synchronizacji mikrofonów oraz przesyłania dodatkowych poleceń, takich jak zmiana charakterystyki kierunkowej, regulacja parametrów tłumika, filtra dolnozaporowego, wzmocnienia czy zmiana polaryzacji.
W większości mikrofonów cyfrowych występuje konwencjonalna kapsuła z umieszczonym bezpośrednio za nią przetwornikiem analogowo-cyfrowym. Mikrofony zgodne ze standardem AES42 posiadają standardowe wyjście XLR-3, ale występujący tam sygnał ma postać cyfrową, a nie analogową. Mogą być podłączane do urządzeń zgodnych ze standardem AES42 lub do tradycyjnych urządzeń analogowych poprzez odpowiedni interfejs przejściowy.

## Producenci
Popularnymi producentami mikrofonów są m.in.: Sennheiser, Shure, AKG Acoustics, Røde, Audio Technica, Georg Neumann, Beyerdynamic, Trust (przedsiębiorstwo), Boya, czy Hiro Omili.